# Перелік пам'яток культурної спадщини, що не підлягають приватизації (Кіровоградська область)
В Кіровоградській області до переліку пам'яток культурної спадщини, що не підлягають приватизації, внесено 51 об'єкт культурної спадщини України.

## Кіровоградська міська рада
| Найменування пам'ятки                                 | Час створення                    | Місце розташування                               | Охоронний номер |
| ----------------------------------------------------- | -------------------------------- | ------------------------------------------------ | --------------- |
| Будинок школи, в якій працювала О.К. Журлива (Котова) | 1951-1956 роки                   | м. Кропивницький, вул. Авіаційна, 64             | 2311            |
| Будівля окружного суду                                | 1845 рік                         | м. Кропивницький, вул. Велика Пермська, 2/57     | 18-Кв           |
| Особняк                                               | початок XX сторіччя              | м. Кропивницький, вул. Тарковського, 19/22       | 225-Кв          |
| Особняк                                               | кінець XIX - початок XX сторіччя | м. Кропивницький, вул. Гоголя, 28                | 41-Кв           |
| Прибутковий будинок                                   | кінець XIX - початок XX сторіччя | м. Кропивницький, вул. Гоголя, 44                | 43-Кв           |
| Особняк                                               | кінець XIX - початок XX сторіччя | м. Кропивницький, вул. Гоголя, 66                | 46-Кв           |
| Прибутковий будинок                                   | кінець XIX сторіччя              | м. Кропивницький, вул. Гоголя, 56                | 44-Кв           |
| Будівля поштамту                                      | 1893 рік                         | м. Кропивницький, вул. Гоголя, 72/9              | 1-Кв            |
| Будівля повітового училища                            | кінець XIX сторіччя              | м. Кропивницький, вул. Гоголя, 79                | 47-Кв           |
| Особняк                                               | початок XX сторіччя              | м. Кропивницький, вул. Гоголя, 123               | 48-Кв           |
| Особняк                                               | початок XX сторіччя              | м. Кропивницький, пров. Декабристів, 10          | 253-Кв          |
| Особняк                                               | початок XX сторіччя              | м. Кропивницький, вул. Декабристів, 14           | 254-Кв-о        |
| Будинок житловий                                      | кінець XIX сторіччя              | м. Кропивницький, вул. В. Чміленка, 41           | 247-Кв          |
| Будівля народного училища                             | кінець XIX сторіччя              | м. Кропивницький, вул. В. Чміленка, 65           | 2-Кв            |
| Будинок житловий                                      | 1899 рік                         | м. Кропивницький, вул. В. Чміленка, 74           | 74-Кв           |
| Синагога                                              | кінець XIX сторіччя              | м. Кропивницький, вул. В. Чміленка, 90           | 11-Кв           |
| Колишнє ремісниче грамотне училище                    | XIX сторіччя                     | м. Кропивницький, вул. Вокзальна, 20             | 17-Кв           |
| Будівля жіночої приватної гімназії                    | 1898 рік                         | м. Кропивницький, вул. Велика Перспективна, 28   | 14-Кв           |
| Будівля готелю "Північний"                            | 1907 рік                         | м. Кропивницький, вул. Велика Перспективна, 31   | 50-Кв           |
| Будинок банку                                         | 1898 рік                         | м. Кропивницький, вул. Велика Перспективна, 33   | 51-Кв           |
| Торговий будинок                                      | кінець XIX сторіччя              | м. Кропивницький, вул. Велика Перспективна, 51   | 15-Кв           |
| Особняк                                               | 1897 рік                         | м. Кропивницький, вул. Велика Перспективна, 60   | 16-Кв           |
| Церква грецька:                                       | 1812 рік                         | м. Кропивницький, вул. Велика Перспективна, 74   | 258/1           |
| дзвіниця                                              | 1828 рік                         | м. Кропивницький, вул. Велика Перспективна, 74   | 258/2           |
| будинок настоятеля                                    | 1828 рік                         | м. Кропивницький, вул. Велика Перспективна, 74   | 258/3           |
| Будинок, у якому жив М.Л. Кропивницький               | кінець XIX сторіччя              | м. Кропивницький, вул. М. Кропивницького, 172/42 | 1094            |
| Корпус палацовий (військова прогімназія)              | 1851-1855 роки                   | м. Кропивницький, вул. Дворцова, 2               | 253             |
| Зимовий театр                                         | 1867 рік                         | м. Кропивницький, вул. Дворцова, 4               | 14              |
| Будинок житловий                                      | середина XIX сторіччя            | м. Кропивницький, вул. Дворцова, 5               | 4-Кв            |
| Будівля готелю                                        | 1880 рік                         | м. Кропивницький, вул. Дворцова, 7               | 5-Кв            |
| Будівля готелю                                        | кінець XIX сторіччя              | м. Кропивницький, вул. Дворцова, 9               | 6-Кв            |
| Гостиний двір                                         | кінець XIX сторіччя              | м. Кропивницький, вул. Дворцова, 11              | 25-Кв           |
| Особняк                                               | 1890 рік                         | м. Кропивницький, вул. Дворцова, 15/6            | 9-Кв            |
| Особняк                                               | 1898 рік                         | м. Кропивницький, вул. Дворцова, 40              | 12-Кв           |
| Будівля колишньої приватної лікарні                   | середина XIX сторіччя            | м. Кропивницький, вул. Дворцова, 45/35           | 13-Кв           |
| Будинок, у якому народився і жив О.О. Осьморкін       | кінець XIX - початок XX сторіччя | м. Кропивницький, вул. Дворцова, 89              | 291-Кв          |
| Будівля навчального закладу                           | кінець XIX сторіччя              | м. Кропивницький, вул. Чорновола, 17/7           | 79-Кв           |
| Прибутковий будинок                                   | початок XX сторіччя              | м. Кропивницький, вул. Чорновола, 36             | 34-Кв/1         |
| Громадський будинок                                   | кінець XIX - початок XX сторіччя | м. Кропивницький, вул. Чорновола, 38             | 35-Кв           |
| Будівля військового училища                           | 1848 рік                         | м. Кропивницький, вул. Кавалерійська, 9          | 254             |
| Манеж                                                 | 1848 рік                         | м. Кропивницький, вул. Кавалерійська, 11         | 255             |
| Корпус штабний                                        | 1848 рік                         | м. Кропивницький, вул. Кавалерійська, 13         | 256             |
| Будівля залізничного вокзалу                          | 1959-1961 роки                   | м. Кропивницький, вул. Р. Поповича, 1            | 308-Кв-0        |
| Преображенська церква                                 | 1833 рік                         | м. Кропивницький, вул. Преображенська, 22        | 3-Кв            |
| Особняк                                               | кінець XIX сторіччя              | м. Кропивницький, вул. К. Тимірязєва, 75/56      | 81-Кв           |
| Будинок, у якому жив І.К. Карпенко-Карий (Тобілевич)  | 1871-1883 роки                   | м. Кропивницький, вул. І. Тобілевича, 16         | 18              |
| Будівля земського реального училища                   | 1883 рік                         | м. Кропивницький, вул. Ю. Олефіренка, 6          | 19-Кв           |
| Покровська церква                                     | 1875 рік                         | м. Кропивницький, вул. Ю. Олефіренка, 14         | 1199-Кв         |
| Будівля жіночої гімназії                              | 1899 рік                         | м. Кропивницький, вул. Т. Шевченка, 1            | 20-Кв           |
| Будівля чоловічої гімназії                            | кінець XIX сторіччя, 1922 рік    | м. Кропивницький, вул. Т. Шевченка, 3            | 2308            |
| Будинок школи, у якій навчався на курсах В.М. Сосюра  | 1920-1921 роки                   | м. Кропивницький, вул. М. Шумілова, 30           | 95              |
| Комплекс лікарні Святої Анни:                         | 1904 рік                         | м. Кропивницький, вул. Г. Дмитрян, 1             | 21-Кв           |
| головний корпус лікарні                               | 1904 рік                         | м. Кропивницький, вул. Г. Дмитрян, 1             | 21-Кв/1         |
| лікувальний корпус лікарні                            | 1904 рік                         | м. Кропивницький, вул. Г. Дмитрян, 1             | 21-Кв/2         |
| лікувальний корпус лікарні                            | 1904 рік                         | м. Кропивницький, вул. Г. Дмитрян, 1             | 21-Кв/3         |
| Комплекс споруд Фортеці Святої Єлизавети:             | 1800 рік                         | м. Кропивницький, пров. Фортечний, 21            | 252/0           |
| штаб                                                  | 1800 рік                         | м. Кропивницький, пров. Фортечний, 21            | 252/1           |
| казарма для трьох рот                                 | 1800 рік                         | м. Кропивницький, пров. Фортечний, 21            | 252/2           |
| казарма для двох рот                                  | 1800 рік                         | м. Кропивницький, пров. Фортечний, 21            | 252/3           |
| кухня                                                 | 1800 рік                         | м. Кропивницький, пров. Фортечний, 21            | 252/4           |
| земляні укріплення                                    | 1800 рік                         | м. Кропивницький, пров. Фортечний, 21            | 252/5           |

## Бобринецький район
| Вознесенський собор                                                                | 1898 рік                    | м. Бобринець, вул. Вознесенська, 36    | 86-Кв  |
| Будинок ратуші, у якій працювали І.К. Тобілевич та М.Л. Кропивницький              | друга половина XIX сторіччя | м. Бобринець, вул. Миколаївська, 47    | 2368   |
| Будинок колишнього училища, у якому навчалися І.К. Тобілевич та М.Л. Кропивницький | друга половина XIX сторіччя | м. Бобринець, вул. Миколаївська, 60    | 179-Кв |
| Синагога                                                                           | кінець XIX сторіччя         | м. Бобринець, вул. Миколаївська, 61/10 | 178-Кв |

## Голованівський район
| Ігровий будинок | 1908 рік | смт Голованівськ, вул. Піонерська, 11 | 121-Кв |

## Долинський район
| Будинок залізничної станції, де працював А.Ю. Тесленко                   | 1901 рік       | м. Долинська, вул. Лазарева       | 2406  |
| Будинок колишнього залізничного училища, у якому працював А.С. Макаренко | 1911-1914 роки | м. Долинська, вул. Т. Шевченка, 4 | 284   |
| Парк "Веселі Боковеньки"                                                 | 1893 рік       | с. Веселі Боковеньки              | 93-Кв |

## Знам'янський район
| Будівля залізничної лікарні | 1905 рік | м. Знам'янка, вул. М. Грушевського, 15 | 5306   |
| Будівля духовної семінарії  | 1903 рік | с. Дмитрівка, вул. Миру, 42            | 132-Кв |

## Кіровоградський район
| Садиба І. Карпенка-Карого "Хутір Надія" | кінець XIX сторіччя | с. Миколаївка | 44 |

## Компаніївський район
| Будинок лікарні, у якій працював І.К. Микитенко | 1920-1922 роки | с. Нечаївка | 1096 |

## Новомиргородський район
| Церква Святого Іллі       | 1786 рік            | м. Новомиргород, вул. Іллінська, 83а | 1200     |
| Комплекс районної лікарні | кінець XIX сторіччя | м. Новомиргород, вул. Соборності, 89 | 72-Кв    |
| Комплекс районної лікарні | кінець XIX сторіччя | м. Новомиргород, вул. Соборності, 89 | 73-Кв    |
| Будівля гімназії          | кінець XIX сторіччя | м. Новомиргород, вул. М. Зерова, 20  | 213-Кв/0 |

## Новоукраїнський район
| Будинок суду                 | 1901 рік                         | м. Новоукраїнка, вул. Покровська, 67  | 5099 |
| Млин В. Варшавського         | 1894 рік                         | м. Новоукраїнка, вул. М. Вороного, 88 | 5100 |
| Будинок пошти                | 1903 рік                         | м. Новоукраїнка, вул. Соборна, 43     | 5101 |
| Будинок позавідомчої охорони | кінець XIX - початок XX сторіччя | м. Новоукраїнка, вул. Соборна, 70     | 5102 |

## Олександрівський район
| Церква-усипальниця родини Раєвських | 1833-1855 роки | с. Розумівка | 1201 |

## Олександрійський район
| Будинок житловий    | 1902 рік | м. Олександрія, вул. Першотравнева, 4  | 83-Кв |
| Громадський будинок | 1908 рік | м. Олександрія, вул. Т. Шевченка, 71/2 | 85-Кв |

## Онуфріївський район
| Будинок школи, у якій працював О.В. Сухомлинський | 1939-1941 роки              | смт Онуфріївка, вул. Центральна, 24   | 5258  |
| Парк                                              | друга половина XIX сторіччя | смт Онуфріївка                        | 94-Кв |
| Будинок школи, у якій працював О.В. Сухомлинський | 1948 рік                    | смт Павлиш, вул. О. Сухомлинського, 4 | 792   |
| Будинок школи, у якій навчався О.В. Сухомлинський | 1926-1933 роки              | с. Василівка                          | 2416  |

## Петрівський район
| Будинок, у якому народився С.М. Степняк- Кравчинський | 1851-1895 роки | с. Новий Стародуб | 2420 |